# كينتا شيميزو
كينتا شيميزو (باليابانية: 清水 健太) (18 سبتمبر 1981 في ماتسودو في اليابان – )؛ هو لاعب كرة قدم ياباني سابق كان يلعب كحارس مرمى.

## وصلات خارجية
- كينتا شيميزو على موقع رابطة كرة القدم اليابانية للمحترفين (اليابانية)
- كينتا شيميزو على موقع قاعدة بيانات كرة القدم.إي يو (الإنجليزية)
- كينتا شيميزو على موقع Soccerway.com (الإنجليزية)
- كينتا شيميزو على موقع عالم كرة القدم.نت (الإنجليزية)
- كينتا شيميزو على موقع كووورة